# Klasztor Sankt Florian

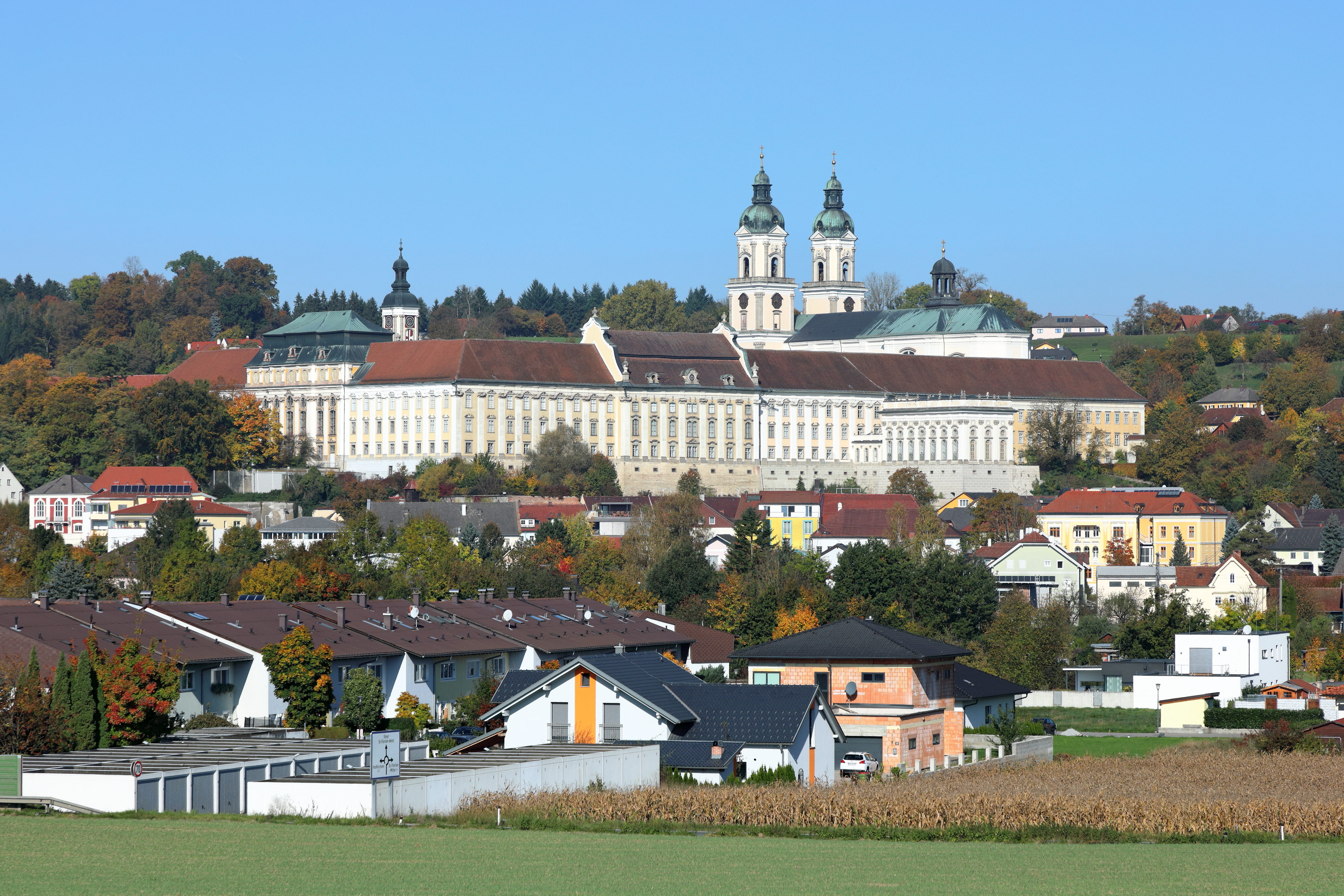
Klasztor Sankt Florian

Klasztor Sankt Florian – klasztor barokowy, położony w Górnej Austrii, w miejscowości St. Florian, w pobliżu Linzu. Założony w 1071 przez benedyktynów, z czasem przejęty przez kanoników regularnych reguły św. Augustyna w miejscu przechowywania relikwii św. Floriana.
W 1688  roku jego przebudowę rozpoczął włoski malarz i architekt Carlo Carlone a zakończył Austriak Jakob Prandtauer. Na dziedzińcu znajduje się zabytkowa studnia orłów (1603). We wschodnim skrzydle  klasztoru mieści się biblioteka gromadząca ponad 140 000 cennych książek.
U stóp klasztoru powstało później małe miasteczko. W opactwie pochowana jest m.in. polska królowa Katarzyna Habsburżanka.

## Przypisy

Klasztor Sankt Florian - Stift Sankt Florian
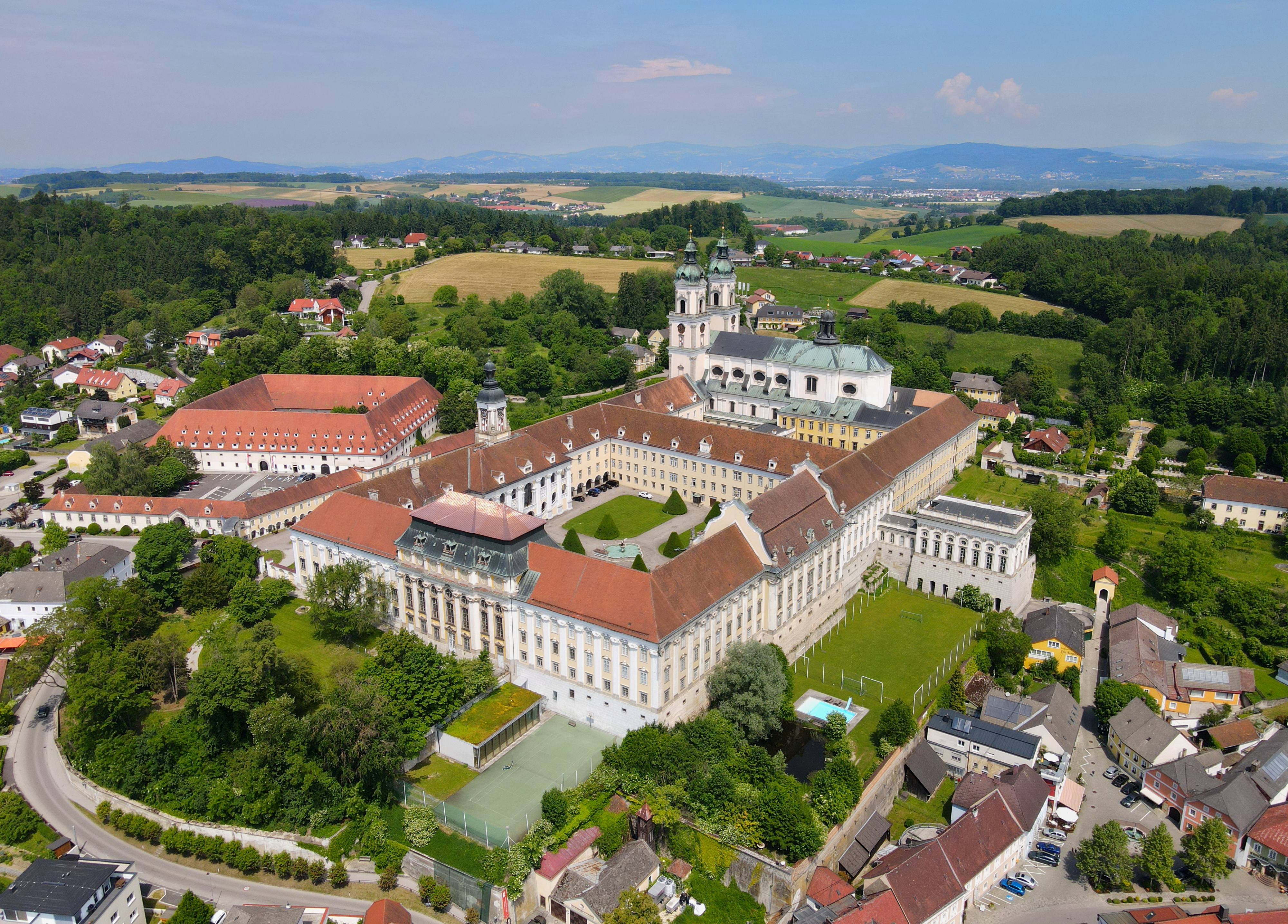
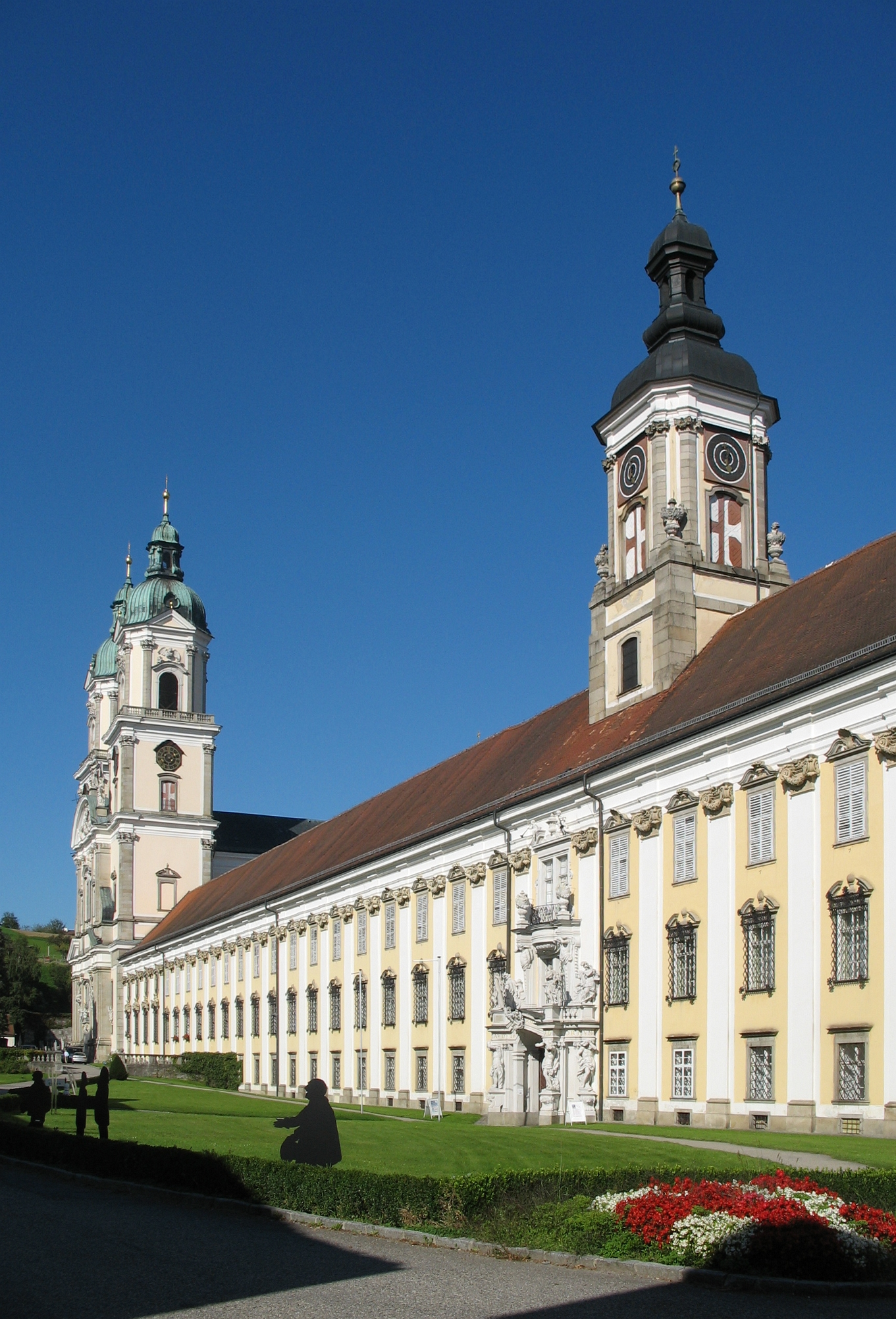
Fasada klasztoru
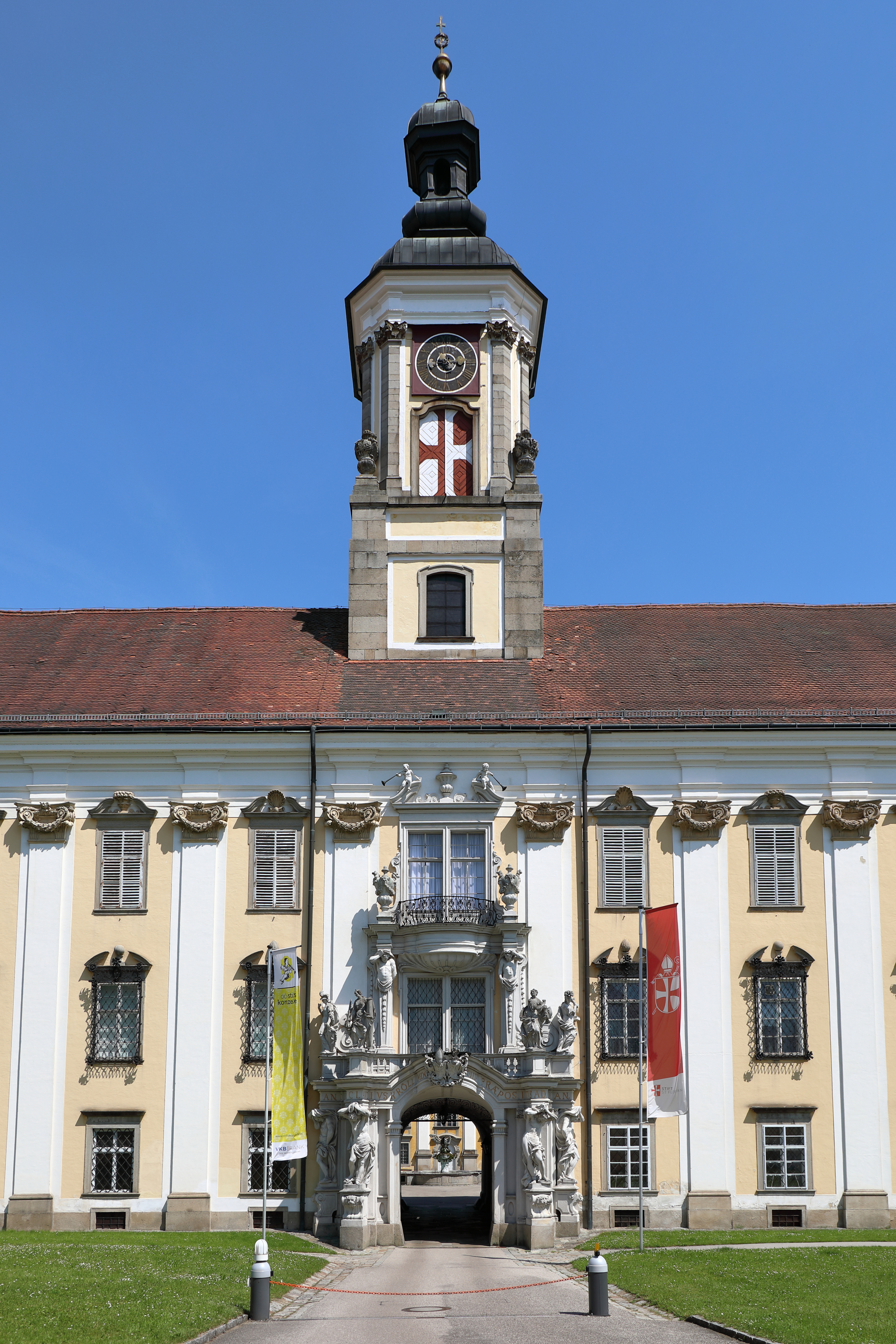
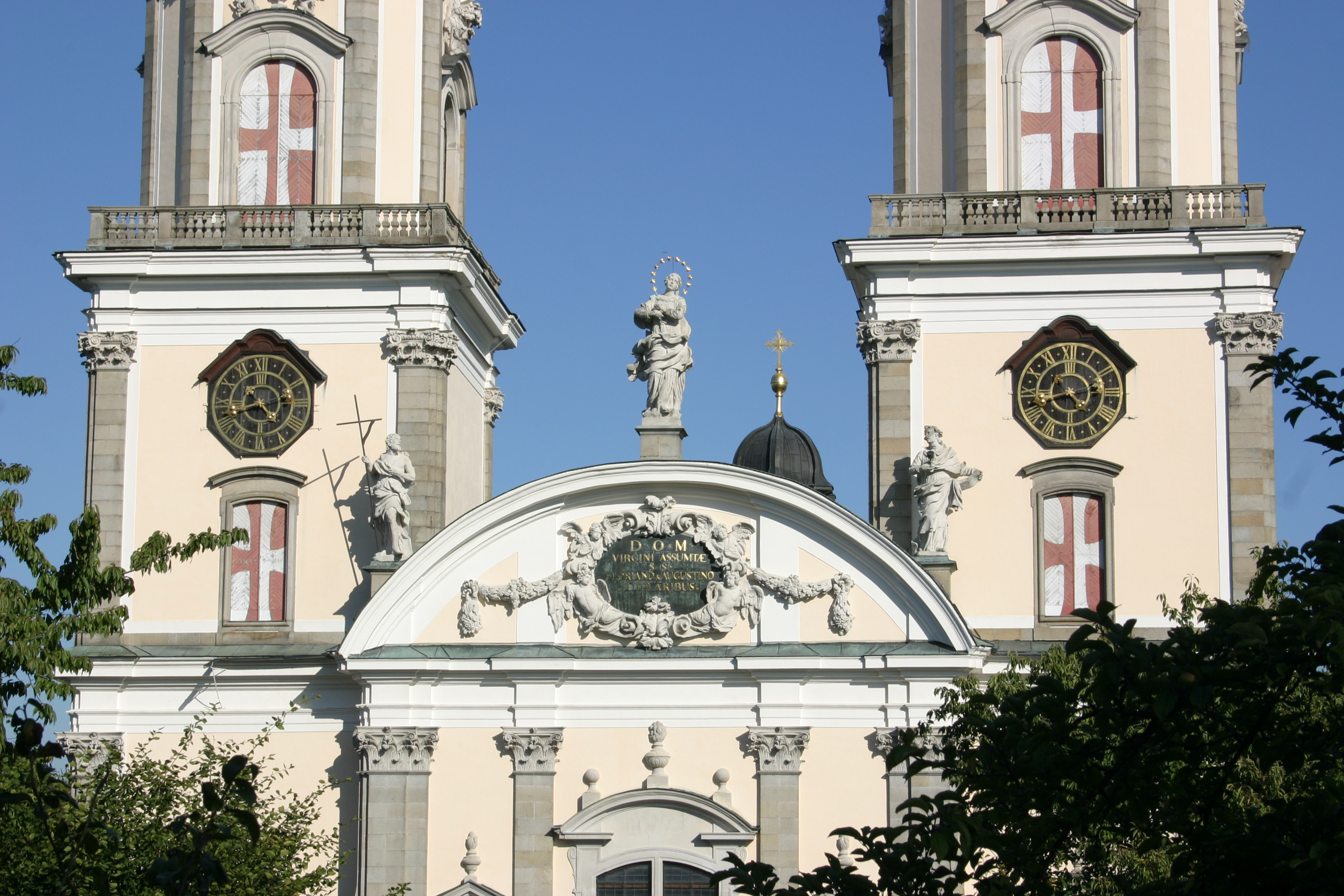
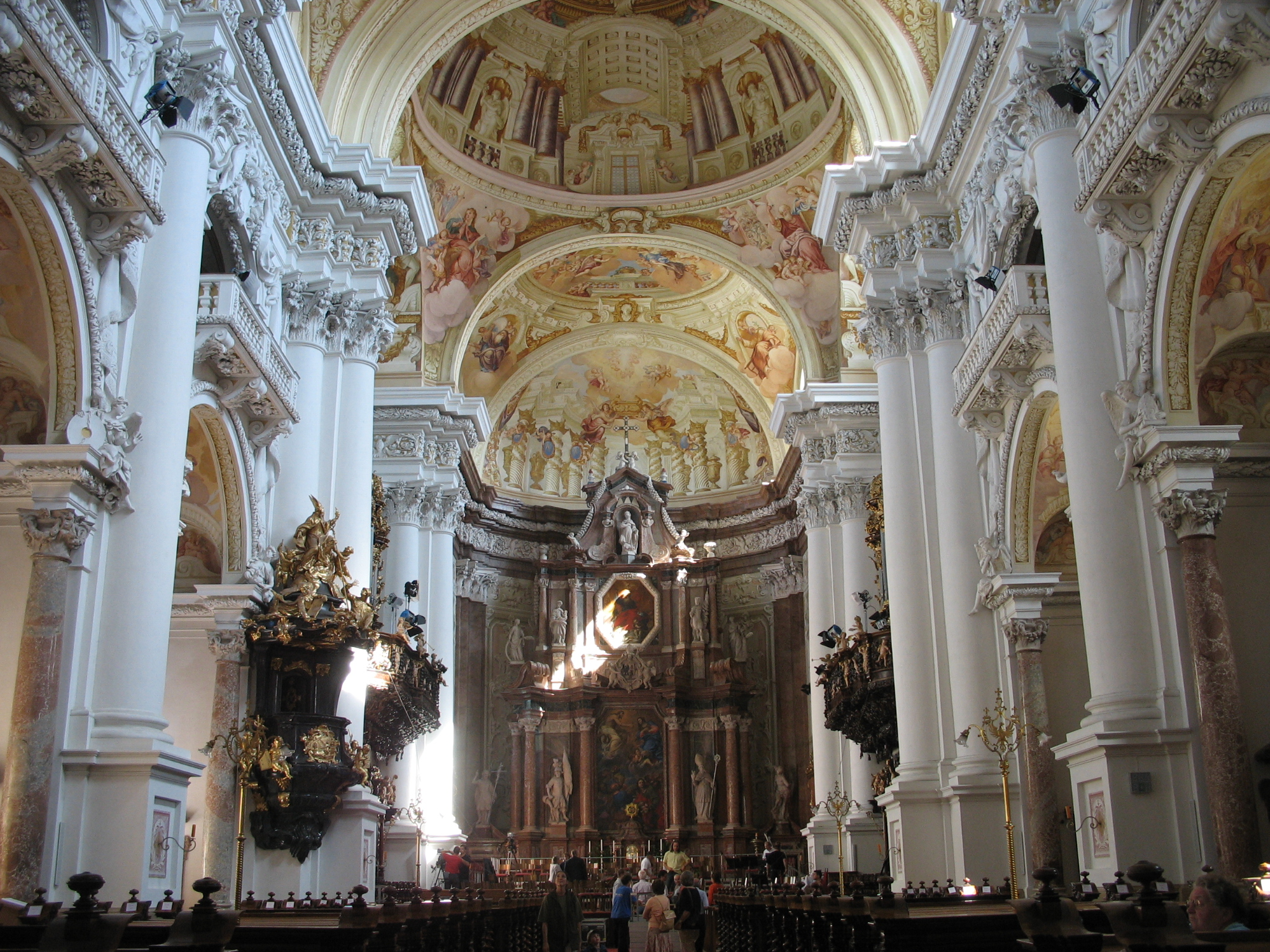
Wnętrza kościoła klasztornego
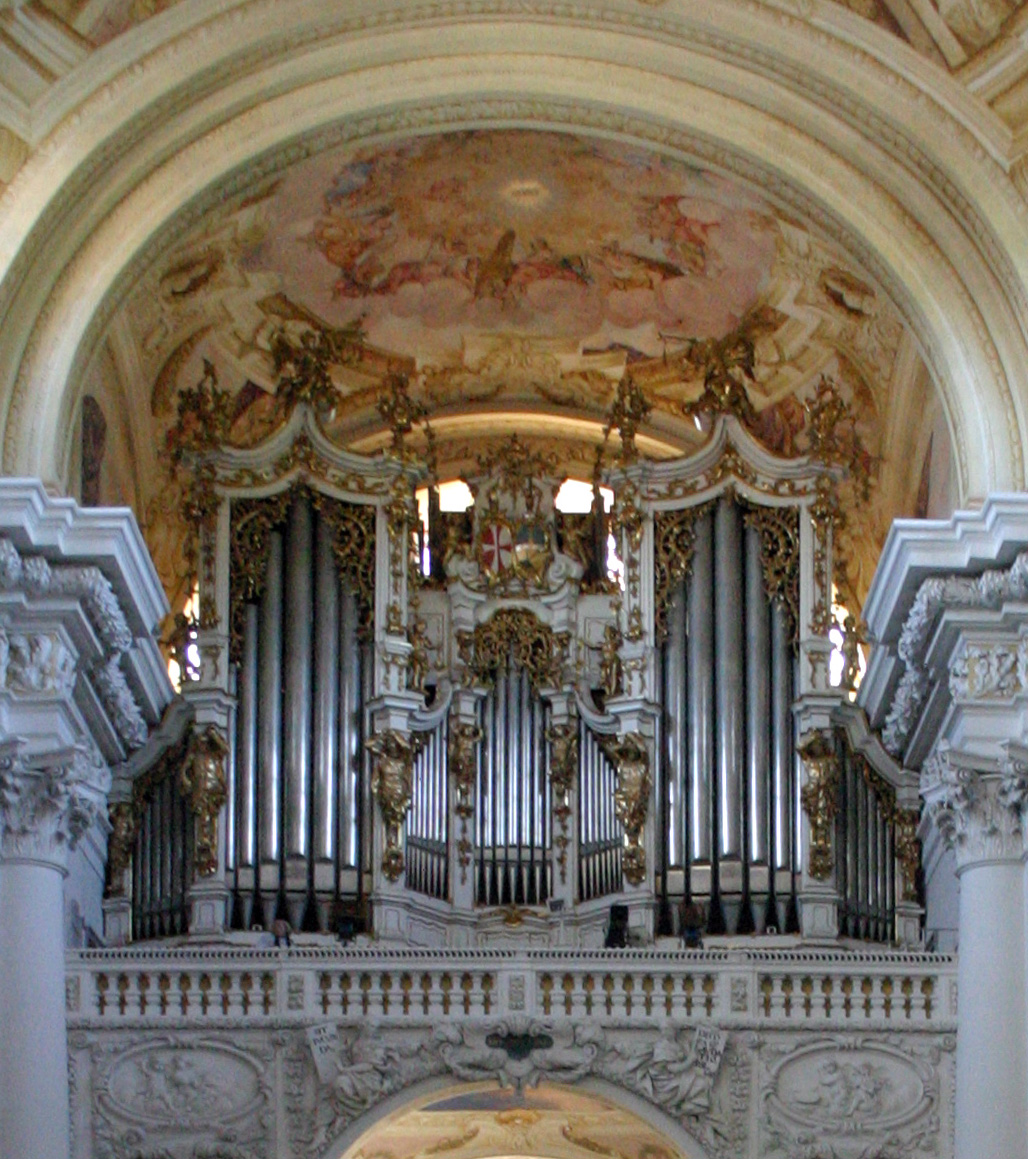
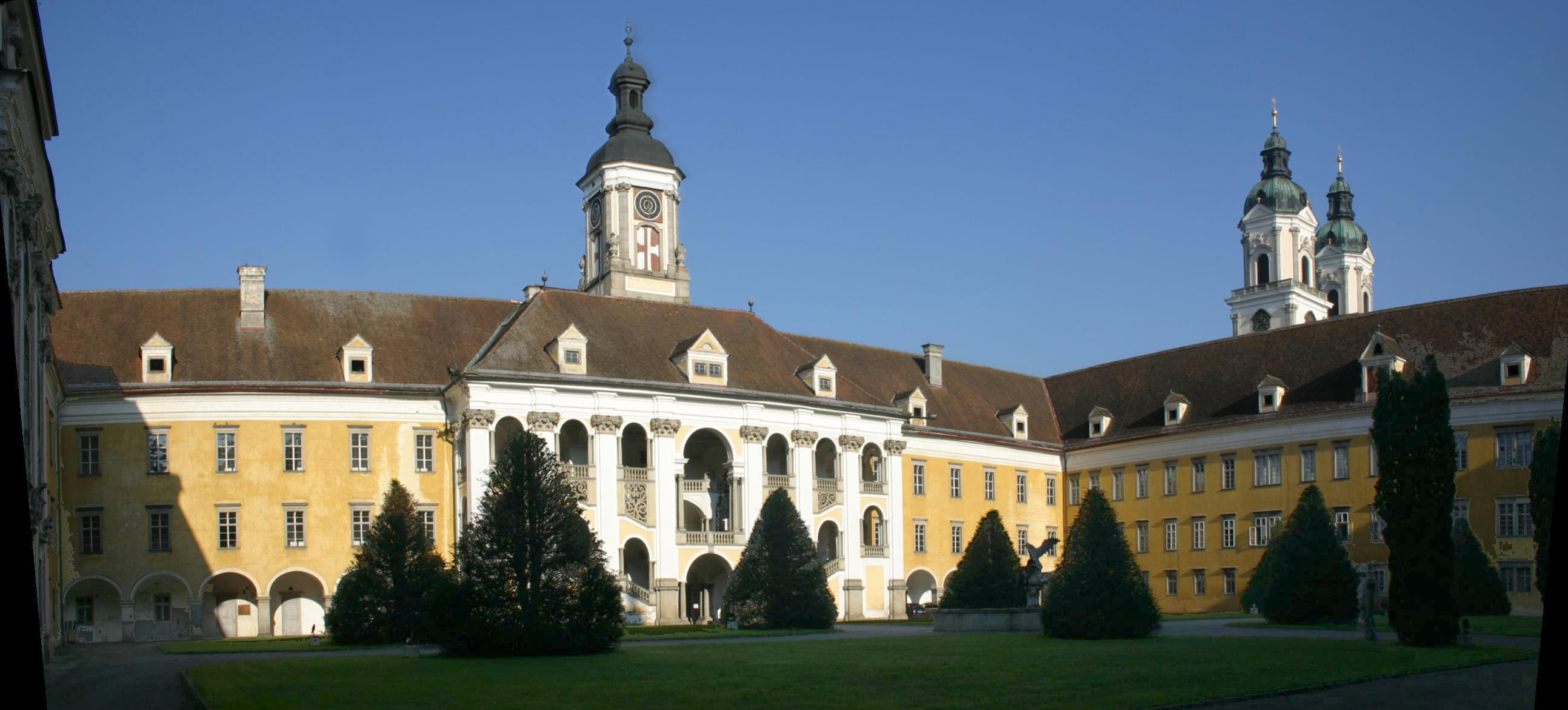
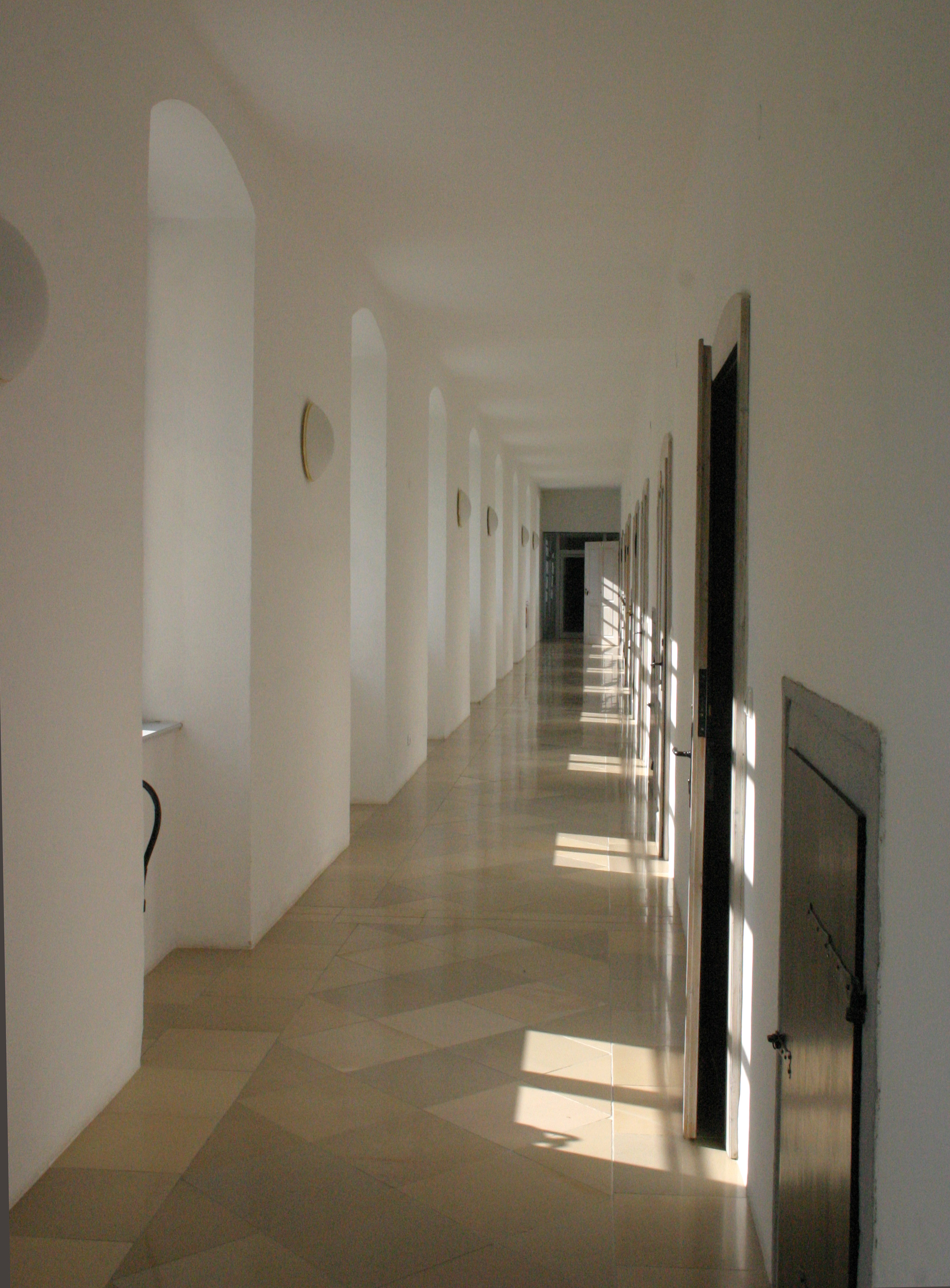
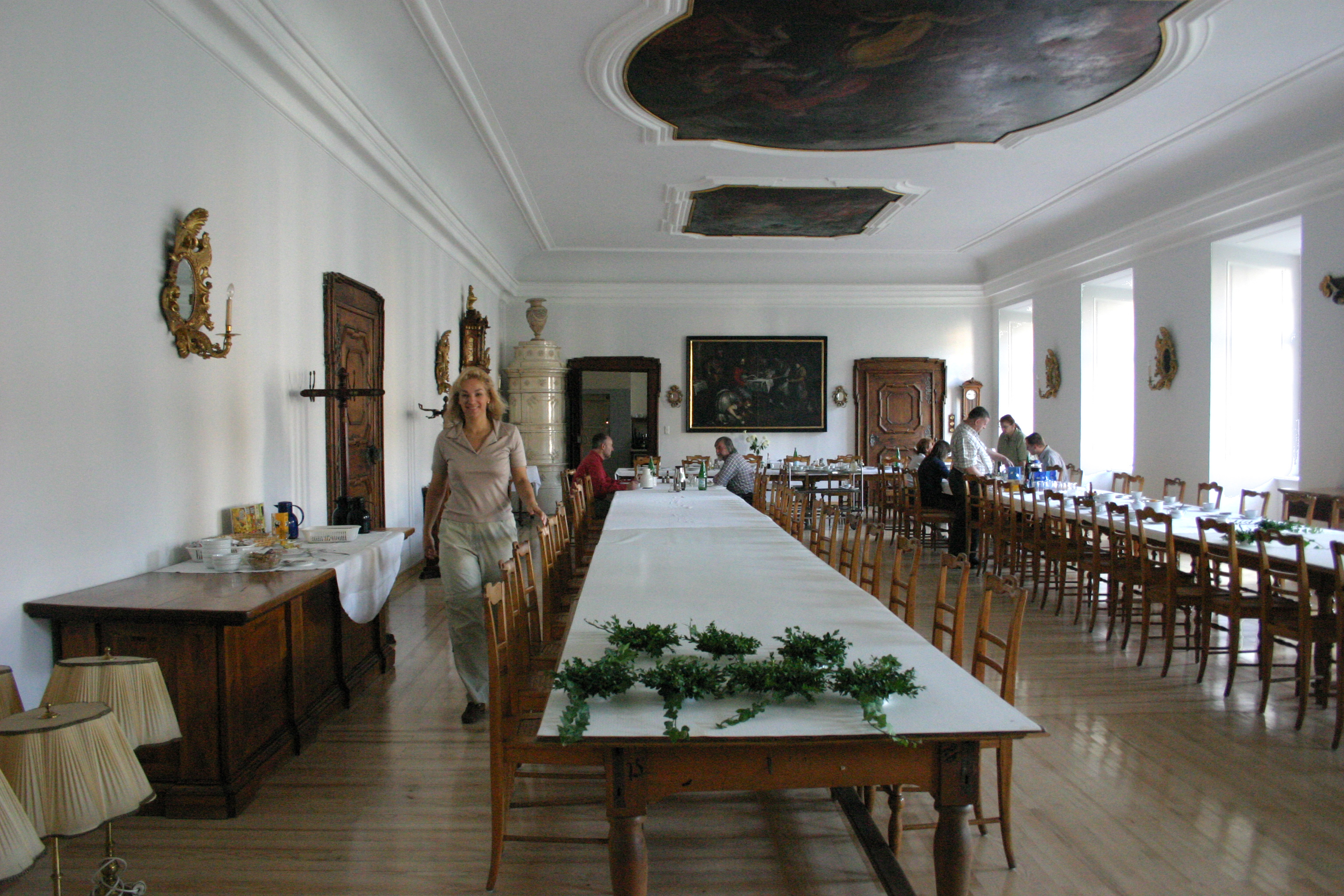